# المحلة الجنوبية (جازان)
قرية المحلة الجنوبية أو المحلة الجديدة، إحدى قرى منطقة جازان وهي قرية سكنية تابعة لمحافظة صبيا جنوب غرب السعودية. تبعد 15 كم باتجاه الشمال الغربي من مدينة صبيا.

## الموقع
تطل قرية المحلة الجنوبية على وادي بيش الواقع غرب القرية وتقع قريباً من وادي شهدان الذي يبعد عنها باتجاه الشرق حوالي 1 كيلومتر، وتبعد حوالي ستون كيلومتراً بالاتجاه الشمالي الشرقي من مدينة جازان، وتعتبر قرية أبو القعائد وأم سعد من القرى المجاورة، لها عند خط طول 42 درجة وخط العرض 17 درجة.

## وصلات خارجية
- بيانات المجلس البلدي من الأمانة العامة لشؤون المجالس البلدية.
- حصر الخدمات بالمدن والقرى بمنطقة جازان.
- دليل الخدمات بمنطقة جازان.
- مصلحة الإحصاءات العامة والمعلومات.